# Drág község
Drág község (románul: Comuna Dragu) község Szilágy megyében, Romániában. Központja Drág, beosztott falvai Adalin, Tövises, Ugróc, Vajdaháza.

## Népessége
A 2011-es népszámlálás adatai alapján a község népessége 1427 fő volt.